# Szirák
Szirák è un comune dell'Ungheria di 1.196 abitanti (dati 2001). È situato nella contea di Nógrád.

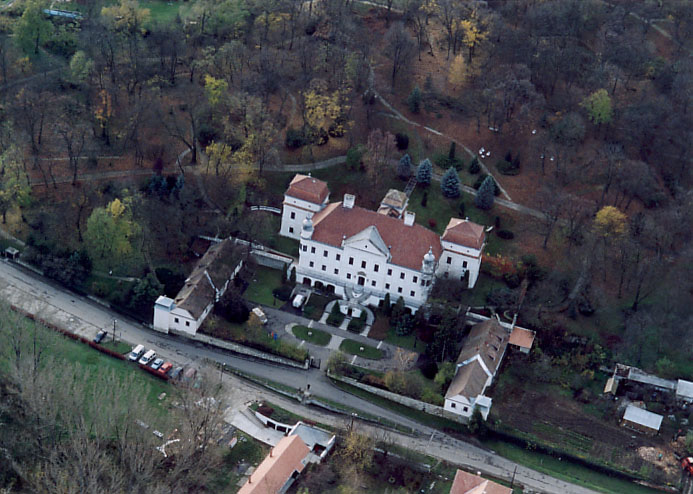
Il palazzo Teleki-Dagenfeld